# کاوچه (استان لهستان بزرگ‌تر)
کاوچه (به لهستانی:  Kawcze) یک روستا در لهستان است که در گمینا بویانووو واقع شده‌است.